# Croxton (Staffordshire)
Croxton – wieś w Anglii, w hrabstwie Staffordshire. Leży 16 km na północny zachód od miasta Stafford i 214 km na północny zachód od Londynu.